# Henri Glineur
Henri Jean-Baptiste Glineur né à Roux le 13 mars 1899, mort à Jumet le 28 janvier 1978 est un homme politique, militant communiste et wallon.

## Biographie
Fils de mineur, il doit interrompre tôt ses études pour devenir hercheur puis mineur de fond. Impressionné par la révolution d'Octobre, il figure parmi les fondateurs de la première cellule communiste de Charleroi dont il est député à partir de 1932. Alain Collignon le décrit comme suit sur le plan idéologique 
« Ses prises de position wallonnes épousent fidèlement celle de son parti. Au fond, sa sensibilité est celle d'un homme conscient d'appartenir au prolétariat, rallié corps et âme au socialisme scientifique représenté par le Parti communiste de Belgique et guidé - de très loin, de très haut - par Joseph Staline [...] Sur le plan wallon; il appuie tour à tour les schémas - théoriques - avancés par son parti relatifs à une Belgique simple union des républiques ouvrières et paysannes de Flandre et Wallonie (1930-1932), à une Belgique démocratique et antifasciste (1935-1937), à une Wallonie autonome dans un État belge fédéralisé (1938). Le 8 janvier 1938, lors de la première Conférence des communistes wallons, il défend un rapport sur le thème Sauvons la Wallonie !. Tout en insistant sur les menaces politiques qui pèsent sur la région (le nazisme outre-Rhin, le rexisme en Belgique); il constate l'érosion de la puissance économique wallonne, mais en attribue la responsabilité exclusive au grand capital. »
Pour Glineur, le mouvement flamand dans son impérialisme est une machine de guerre artificielle montée par le grand capital pour diviser travailleurs wallons et flamands. La conférence est présidée par Julien Lahaut et elle adopte sur le plan international, les positions de la Concentration wallonne de Jules Mahieu: alliance avec la France contre l'Allemagne nazie. Il entre dans la Résistance durant l'occupation allemande, y anime les structures clandestines du parti. Il est arrêté le 8 août 1942, est déporté vers les camps de la mort dont il sera cependant libéré vivant en mai 1945, à Buchenwald. En 1946, il est élu au Sénat.
Il prend la parole au Congrès national wallon et s'y fait huer lorsqu'il évoque la solidarité entre les masses populaires de Flandre et de Wallonie. Secrétaire du groupe parlementaire wallon, il vote en 1947 la proposition de révision constitutionnelle en faveur du Fédéralisme qui ne sera pas prise en considération, vu le caractère minoritaire des Wallons au Parlement belge. En 1954 il vote contre les amendements d'Edmond Yernaux sur la proposition Van Belle-Merlot et est exclu du groupe parlementaire wallon. Désigné par le Sénat pour siéger au Centre Harmel il n'y participera quasiment pas. Il est nommé bourgmestre de Roux en 1947, mais comme l'influence communiste décline, il doit renoncer à ce poste en 1950. Il perd également son siège au Sénat en 1954. Alain Collignon estime que cet homme peu diplomate est alors dépassé par l'évolution des choses. L'espoir de retrouver les élans de sa jeunesse renaît quand se forme un Parti communiste wallon, dissidence maoïste du Parti communiste belge. Mais ce parti ne dépassa pas  les limites d'un groupuscule. Glineur se présente encore aux élections de 1965 sur les listes de cette formation à Liège mais n'est pas élu.